# Fabulous Trobadors
Fabulous Trobadors és un grup de música de Tolosa, fundat el 1987, que ha desenvolupat un estil particular basat en el folklore occità i els ritmes del nord-est del Brasil.
Claudi Sicre compon les lletres i rapeja mentre que Ange B. (nom real:Jean-Marc Enjalbert) també rapeja i actua com a human beatbox, produint molts sons amb la sola ajuda de la boca.
Les lletres d'algunes de les seves cançons estan escrites en occità. Durant els seus concerts, bona part de les cançons són improvisades, en forma de "duels verbals", inspirats en els tençons dels trobadors occitans. L'auditori també forma part de l'espectacle, car s'hi ballen nombroses danses folklòriques.
En les cançons del grups s'hi poden trobar una defensa de la identitat cultural occitana i una crítica al neoliberalisme econòmic. Juntament amb altres artistes han promogut la idea de la Linha Imaginòt, una línia imaginària que va de Marsella a Uzeste que agrupa als occitans promovent la seva cultura i la solidaritat entre ells.

## Discografia
- Èra pas de faire (1992)
- Ma ville est le plus beau park (1995)
- On the Linha Imaginòt (1998)
- Duels de tchatche et autres trucs du folklore toulousain (2003)